# Cho Yu-min
Cho Yu-min (en coreano: 조유민; Dalseo-gu, Daegu, 17 de noviembre de 1996) es un futbolista surcoreano. Juega de defensa y su equipo es el Sharjah F. C. de la UAE Pro League. Es internacional absoluto por la selección de Corea del Sur desde 2022.

## Selección nacional
Debutó con la selección de Corea del Sur el 20 de julio de 2022 ante China.

### Participaciones en Juegos Asiáticos
| Copa                     | Sede      | Resultado |
| ------------------------ | --------- | --------- |
| Juegos Asiáticos de 2018 | Indonesia | Campeón   |

## Estadísticas
Actualizado al último partido disputado el 22 de mayo de 2025.
| Club | Div.          | Temporada     | Liga(1) | Liga(1) | Copas nacionales(2) | Copas nacionales(2) | Copas internacionales(3) | Copas internacionales(3) | Total | Total |
| Club | Div.          | Temporada     | Part.   | Goles   | Part.               | Goles               | Part.                    | Goles                    | Part. | Goles |
| --- | ------------- | ------------- | ------- | ------- | ------------------- | ------------------- | ------------------------ | ------------------------ | ----- | ----- |
| Suwon FC Corea del Sur | 2.ª           | 2018          | 26      | 0       | 2                   | 1                   | —                        | —                        | 28    | 1     |
| Suwon FC Corea del Sur | 2.ª           | 2019          | 31      | 2       | 2                   | 1                   | —                        | —                        | 33    | 3     |
| Suwon FC Corea del Sur | 2.ª           | 2020          | 24      | 2       | 0                   | 0                   | —                        | —                        | 24    | 2     |
| Suwon FC Corea del Sur | 1.ª           | 2021          | 31      | 4       | 0                   | 0                   | —                        | —                        | 31    | 4     |
| Suwon FC Corea del Sur | Total club    | Total club    | 112     | 8       | 4                   | 2                   | 0                        | 0                        | 116   | 10    |
| Daejeon Hana Citizen Corea del Sur | 2.ª           | 2022          | 35      | 7       | 0                   | 0                   | —                        | —                        | 35    | 7     |
| Daejeon Hana Citizen Corea del Sur | 1.ª           | 2023          | 21      | 2       | 0                   | 0                   | —                        | —                        | 21    | 2     |
| Daejeon Hana Citizen Corea del Sur | Total club    | Total club    | 56      | 9       | 0                   | 0                   | 0                        | 0                        | 56    | 9     |
| Sharjah F. C. · EAU | 1.ª           | 2023-24       | 13      | 2       | 1                   | 0                   | —                        | —                        | 14    | 2     |
| Sharjah F. C. · EAU | 1.ª           | 2024-25       | 19      | 0       | 6                   | 0                   | 12                       | 0                        | 37    | 0     |
| Sharjah F. C. · EAU | Total club    | Total club    | 32      | 2       | 7                   | 0                   | 12                       | 0                        | 51    | 2     |
| Total carrera | Total carrera | Total carrera | 200     | 19      | 11                  | 2                   | 12                       | 0                        | 223   | 21    |
| (1) Incluye datos de los play-offs de la K League. (2) Incluye datos de la Copa de Corea del Sur, Copa Presidente de Emiratos Árabes Unidos y Copa de Liga de los Emiratos Árabes Unidos. (3) Incluye datos de la Liga de Campeones 2 de la AFC. |               |               |         |         |                     |                     |                          |                          |       |       |

## Palmarés

### Títulos internacionales
| Título                        | Equipo                            | Sede      | Año  |
| ----------------------------- | --------------------------------- | --------- | ---- |
| Juegos Asiáticos              | Selección sub-23 de Corea del Sur | Indonesia | 2018 |
| Liga de Campeones 2 de la AFC | Sharjah F. C.                     | Kallang   | 2025 |

## Vida personal
El 18 de enero de 2022 confirmó su matrimonio con la cantante Park So-yeon para fines de noviembre, luego de tres años de relación. Sin embargo, luego de la citación para disputar la Copa Mundial de Fútbol de 2022, la ceremonia fue postergada. Aun así, la pareja confirmó que legalmente están casados.